# Tai hùm
Tai hùm hay còn gọi hổ nhĩ (danh pháp khoa học: Saxifraga stolonifera) là một loài thực vật có hoa trong họ Saxifragaceae. Loài này được Curtis miêu tả khoa học đầu tiên năm 1774.
Đây là loài bản địa châu Á nhưng đã được du nhập vào các lục địa khác làm cây cảnh. Lá thường được sử dụng tươi hoặc nấu chín trong ẩm thực Nhật Bản. Loài cây này cũng được sử dụng như một phương thuốc thảo dược ở Nhật Bản cổ điển. Nó chứa quercetin đã được chứng minh là có hoạt tính chống ung thư trong ống nghiệm.